# Lecchi di Staggia
Lecchi di Staggia (o Lecchi) è una località del comune italiano di Poggibonsi, nella provincia di Siena, in Toscana.

## Geografia fisica
Lecchi di Staggia si trova a sud del capoluogo comunale, lungo una strada di campagna che, seguendo il tracciato della ferrovia Centrale Toscana e del torrente Staggia, collega Bellavista con Staggia Senese.
Il borgo dista 6 km dalla città di Poggibonsi e circa 25 km da Siena.

## Storia
Antico borgo risalente all'Alto Medioevo, lo si trovava citato come Santa Maria de Lecchis o de Alechis, e vi era situata qui una chiesa che fu giuspadronato della badia di San Salvatore all'Isola. La chiesa di Lecchi fu affidata nel 1399 dal papa Bonifacio IX ad un chierico fiorentino, e ceduta nuovamente all'Isola il 8 novembre 1401. Il 25 agosto 1469 il cardinale Francesco Todeschini Piccolomini affidò la chiesa al prete fiorentino Lodovico di Bernardo, pur mantenendo il possesso alla badia a Isola. Il borgo prese il nome "di Staggia" in quanto signoria di nobili del castello di Staggia Senese.
Nel 1833 il borgo di Lecchi contava 183 abitanti.

## Monumenti e luoghi d'interesse

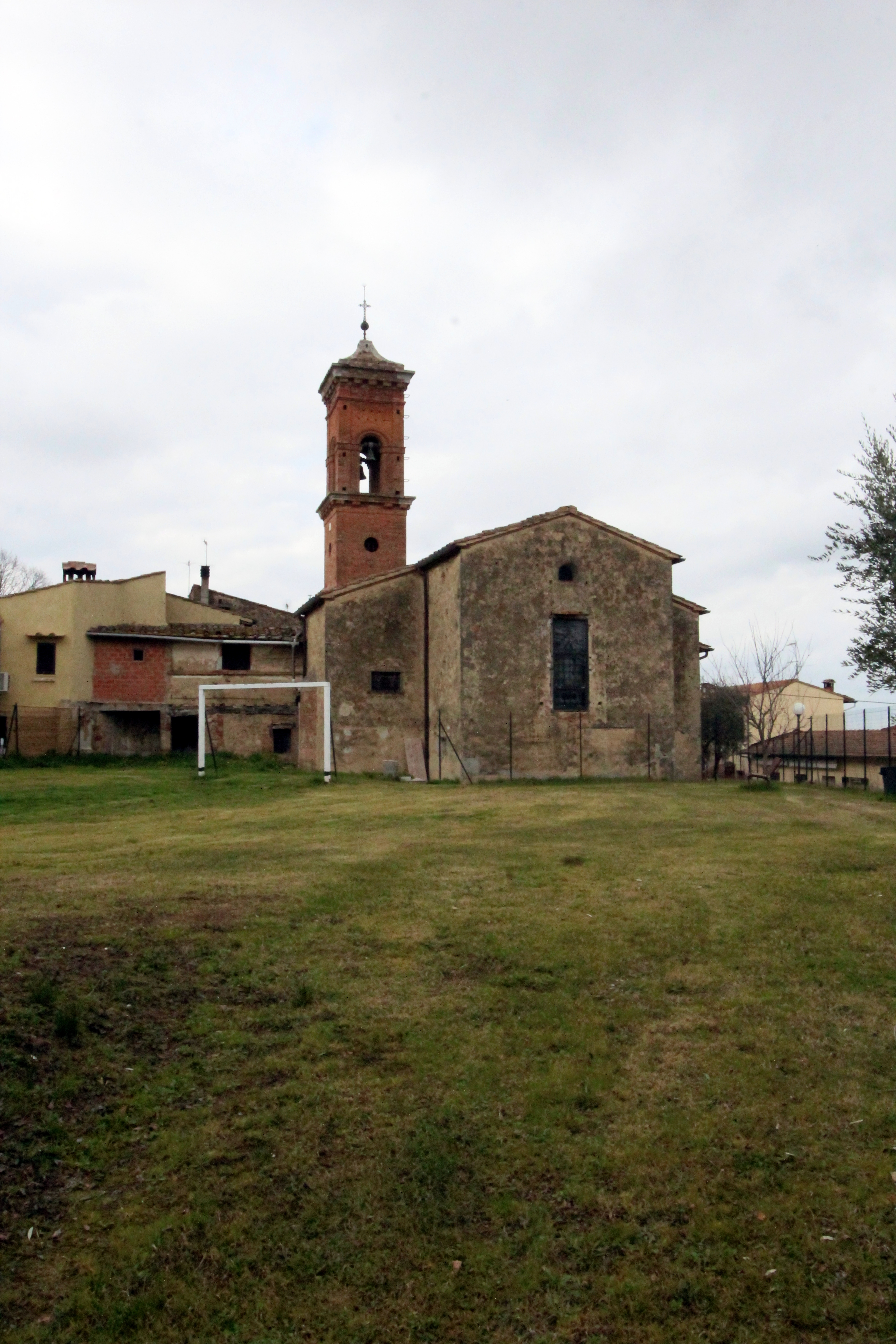
Il retro della chiesa di Santa Maria Assunta

L'elemento di maggiore interesse del borgo è la chiesa di Santa Maria Assunta, di epoca medievale, con ricostruzione nel XVI secolo. Opere di ristrutturazione sono state eseguite tra la fine del XIX e gli inizi del XX secolo. L'edificio presenta un impianto a croce latina, con abside a pianta rettangolare e copertura a volta a crociera per l'aula e a botte per l'abside. La facciata è arretrata rispetto alla sede stradale e stretta tra due edifici, uno dei quali costituisce la canonica. Sul fianco destro svetta un campanile a base quadrata.
Lecchi è inoltre servito da un proprio cimitero.